# خربة عبد الله اليونس
دار عبد الله اليونس أو خربة عبد الله اليونس كما يسميها البعض، هي قرية فلسطينية صغيرة من قرى محافظة جنين وتبعد عنها 16 كم على ارتفاع 170 متر عن مستوى سطح البحر. يحدها من الشمال قرية أم الريحان، ومن الشرق برطعة الشرقية ومن الجنوب الغربي برطعة الغربية.

## سبب التسمية
سميت القرية نسبة لجد أبناء القرية المؤسس لها المرحوم عبد الله يونس قبها.

## المؤسس
تأسست على يد عبد الله يونس مصطفى عباس قبها، الجد الأكبر للسكان الحاليين عام 1917 عقب سقوط الامبراطورية العثمانية.

## السكان
قدر عدد سكان القرية عام 2007 بـ 136 نسمة. وفي عام 2017 بلغ عددهم 166 نسمة. في عام 2018 ارتفع عددهم إلى 169 نسمة. عام 2019 إلى 173 نسمة. في عام 2020 ارتفع إلى 176 نسمة. في عام 2021 بلغ 180 نسمة. في عام 2022 بلغ 183 نسمة، وصل عدد سكان القرية عام 2023 إلى 187 نسمة.

## البلدة حاليا
تحتوي القرية على 32 منزل منها منزل مؤسس القرية، وتحتوي القرية على مسجد مكون من طابقين الطابق الأول يستخدم سكن لامام المسجد والطابق الثاني يستخدم للصلاة، ووضعت امام المسجد صخرة المصلى وهو حجر كبير كان مؤسس القرية يصلي عليه كل فروضه، وتم توصيل الكهرباء القطرية للقرية بعد انا كانت تعمل على مولدات الكهرباء منذ عام 1970, و وصلت مع شبكة المياه عام2007 , ويصلها بقرية برطعة طريق معبدة طولها 4كم.

## الإستيطان
المستوطنون يطمعون في السيطرة على اراضي القرية حيث يمارسون كافة أشكال الضغط على أهلها، فهم يحيطون بها من ثلاث جهات، ويتعمدون بإستمرار إلى الانتشار في المنطقة وإطلاق الخنازير البرية والضغط على دائرة التنظيم والبناء في الإدارة المدنية لتنفيذ قرارات هدم فيها.

## وصلات خارجية
خربة عبدالله اليونس  على فيسبوك.